# Caminhos do Cinema Português
Caminhos do Cinema Português ist ein jährlich in Coimbra stattfindendes Filmfestival, das sich ausschließlich dem Portugiesischen Film widmet.

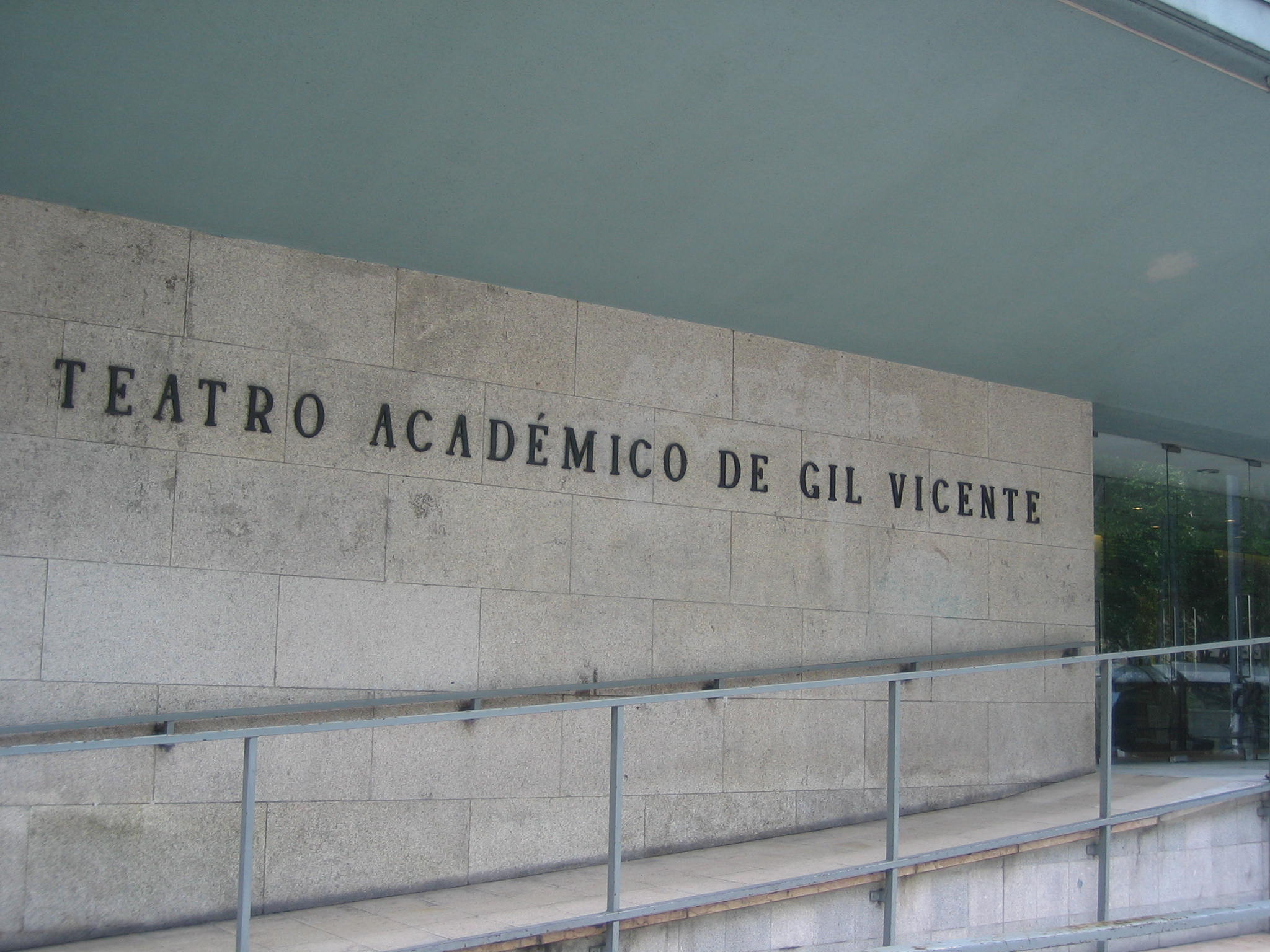
Die wichtigste Festival-Spielstätte: das Teatro Académico Gil Vicente, nahe der Universität Coimbra

## Geschichte
Das Festival wurde erstmals nach dem Sommersemester 1988 von Filmstudenten der Universität Coimbra als Mostra de Cinema Português (etwa "Filmschau des portugiesischen Kinos") veranstaltet, als Ergänzung zu den Vorlesungen für ausländische Studenten. Das Festival wurde ausgerichtet vom Centro de Estudos Cinematográficos ("Zentrum für Filmforschung") der Kultursektion der Studentenvereinigung Associação Académica de Coimbra, in Zusammenarbeit mit der Faculdade de Letras, der geisteswissenschaftlichen Fakultät der Universität. Gezeigt wurden Filme von Paulo Rocha, Luís Filipe Rocha, João César Monteiro und Manoel de Oliveira.
Es folgten zwei weitere Festivals 1989 und 1990, die ebenfalls als thematische Filmschauen ohne Wettbewerbe konzipiert waren. 1990 wurde das Programm in drei Sektionen unterteilt. In der Sparte O Documento ("Das Dokument") für den Dokumentarfilm wurden Filme wie Trás-os-Montes von António Reis und Margarida Cordeiro, Belarmino von Fernando Lopes, oder A Fuga von Luís Filipe Rocha gezeigt. In der Sparte O Texto ("Der Text") für die Literaturverfilmung liefen u. a. Amor de Perdição (Manoel de Oliveira), Conversa Acabada (João Botelho) und Crónica dos Bons Malandros (Fernando Lopes). Die Sparte O Imaginário ("Die Vorstellungskraft") präsentierte Verdes Anos von Paulo Rocha, Um Adeus Português von João Botelho u. a.
Erst sieben Jahre später organisierte das Centro de Estudos Cinematográficos die nächste Veranstaltung, nun nicht mehr als Mostra, sondern bereits als Festival. Die IV. Caminhos do Cinema Português ("Wege des portugiesischen Kinos") zeigten 1997 eine erweiterte Auswahl portugiesischer Filme und hatten von nun an ein besonderes Augenmerk auf neue und wenig gezeigte Werke.
Mit den V. Caminhos do Cinema Português 1998 wurde es auch funktional ein Festival: erstmals liefen Filme hier in Wettbewerben, und eine internationale Jury vergab erstmals Preise. Auch ein Publikumspreis wurde vergeben. Später kamen noch Sektionen für Filmschulen und Veranstaltungen für Kindergärten und Grundschulen hinzu.
Seit 2003 werden im Rahmen des Festivals auch Workshops und Kolloquien mit Kritikern und Filmschaffenden ausgerichtet.
2011 wurden insgesamt 120 Filme gezeigt, von denen 70 im Wettbewerb liefen.

## Wettbewerbe
Im Wettbewerb laufen alle Filme, die seit dem letzten Festival in Portugal produziert wurden. Neben dem Preis des Publikums werden Preise in folgenden Wettbewerben vergeben:
- Großer Preis des Festivals ("Grande Prémio do Festival")
- Bester Langfilm ("Melhor Longa-metragem")
- Bester Kurzfilm ("Melhor Curta-metragem")
- Beste Animation ("Melhor Animação")
- Bester Dokumentarfilm ("Melhor Documentário")
- Neuentdeckung ("Prémio Revelação")
- Bester Hauptdarsteller ("Melhor Actor")
- Beste männliche Nebenrolle ("Melhor Actor Secundário")
- Beste Hauptdarstellerin ("Melhor Actriz")
- Beste weibliche Nebenrolle ("Melhor Actriz Secundária")
- Beste Regie ("Melhor Realizador")
- Beste künstlerische Leitung ("Melhor Direcção Artística")
- Bestes neues Drehbuch ("Melhor Argumento Original")
- Bestes adaptiertes Drehbuch ("Melhor Argumento Adaptado")
- Beste Kamera ("Melhor Fotografia")
- Beste Ausstattung ("Melhor Guarda-roupa")
- Bester Schnitt ("Melhor Montagem")
- Bester Ton ("Melhor Som")
- Beste Musik ("Melhor Música Original")

Der 1947 in Cannes gegründete internationale Filmklub-Verband Fédération Internationale des Ciné-Clubs (FICC | IFSS) benennt hier außerdem eine eigene Jury zur Bewertung der englisch oder französisch untertitelten Wettbewerbsfilme und vergibt jährlich den Don Quijote-Preis, mit dem eine Teilnahme am jährlichen internationalen Filmfestival des Verbandes in Italien verbunden ist.

## Gewinner 2011
Bei den XVIII. Caminhos do Cinema Português wurden die Preise wie folgt vergeben:
| Preis                       | Gewinner                                    | Film                  |
| --------------------------- | ------------------------------------------- | --------------------- |
| Großer Preis des Festivals  | João Canijo                                 | Sangue do meu Sangue  |
| Bester Langfilm             | Sérgio Tréfaut                              | Viagem a Portugal     |
| Bester Kurzfilm             | Nuno Portugal                               | O Voo da Papoila      |
| Beste Animation             | Joana Imaginário                            | Mulher Sombra         |
| Bester Dokumentarfilm       | Miguel Gonçalves Mendes                     | José e Pilar          |
| Neuentdeckung               | João Nuno Pinto                             | América               |
| Bester Hauptdarsteller      | Fernando Luís                               | América               |
| Beste männliche Nebenrolle  | Ângelo Torres                               | Estrada de Palha      |
| Beste Hauptdarstellerin     | Rita Blanco                                 | Sangue do Meu Sangue  |
| Beste weibliche Nebenrolle  | Isabel Ruth                                 | Viagem a Portugal     |
| Beste Regie                 | João Canijo                                 | Sangue do Meu Sangue  |
| Beste künstlerische Leitung | João Nunes und Paulo Gomes                  | Quinze Pontos na Alma |
| Bestes neues Drehbuch       | João Canijo                                 | Sangue do Meu Sangue  |
| Bestes adaptiertes Drehbuch | Luísa Costa Gomes und Edgar Pêra            | O Barão               |
| Beste Kamera                | Luís Branquinho                             | O Barão               |
| Beste Ausstattung           | Paulo Gomes                                 | Quinze Pontos na Alma |
| Bester Schnitt              | Tiago Antunes                               | O Barão               |
| Bester Ton                  | Vasco Pimentel, Tiago Matos und Joel Rangon | Cisne                 |
| Beste Musik                 | Paulo Furtado                               | Estrada de Palha      |
| Publikumspreis              | Miguel Gonçalves Mendes                     | José e Pilar          |

- Don Quijote-Preis der FICC | IFSS-Jury: Marta Monteiro für Independência de Espírito
- Nennung ehrenhalber der FICC | IFSS-Jury: Miguel Gonçalves Mendes für José e Pilar

- Preis der Zeitschrift Revista C: Vicente Alves do Ó für die Regie von Quinze Pontos na Alma